# Норгюги
Норгюги (груз. ნორგიუღი) — село в Грузии, на территории Марнеульского муниципалитета края (мхаре) Квемо-Картли.

## География
Село находится в юго-восточной части Грузии, к северу от реки Храми, на расстоянии приблизительно 2 километров (по прямой) к югу от города Марнеули, административного центра муниципалитета. Абсолютная высота — 371 метр над уровнем моря.

## Население
По результатам официальной переписи населения 2014 года в Норгюги проживало 436 человек (206 мужчин и 230 женщин). В национальной структуре населения армяне составляли 46,3 % азербайджанцы — 27,5 %, грузины — 22,5 %, ассирийцы — 3,7 %.
| Год  | Население, человек |
| ---- | ------------------ |
| 2002 | 567                |
| 2014 | ↘ 436              |